# ويليام توماس أبلتون
ويليام توماس أبلتون (بالإنجليزية: William Thomas Appleton)‏ هو شخصية أعمال أسترالي، ولد في 2 مايو 1859 في ليدز في المملكة المتحدة، وتوفي في 16 فبراير 1930.